# Przybiernówko
Przybiernówko – wieś w północno-zachodniej Polsce, położona w województwie zachodniopomorskim, w powiecie gryfickim, w północno-zachodniej części gminy Gryfice.
Dzieci i młodzież z terenu Przybiernówka uczęszczają do szkoły podstawowej w Prusinowie oraz do szkół podstawowych w Gryficach. W miejscowości znajduje się remiza Ochotniczej Straży Pożarnej oraz świetlica wiejska, w której organizowane są imprezy okolicznościowe.
Wieś stanowi jeden z większych ośrodków produkcji rolnej w gminie Gryfice.
W Przybiernówku znajduje się ujęcie wody z dwóch studni głębinowych. Ujęcie wody eksploatuje Zakład Gospodarki Komunalnej w Gryficach w imieniu gminy Gryfice.

## Rys historyczny
Przywilej z 1305 roku wydany dla kapituły kamieńskiej przez książąt pomorskich Bogusława IV i Warcisława IV wymienia Przybiernówko. Wieś stanowiła własność rodu von Wachholz, później zaś – von Ganske. Miejscowość nosiła do 1945 roku nazwę: Deutsch Pribbernow. Nazwy późniejsze przejściowe to: Strzelce (do 1946), Przybiernowo. 
W trakcie badań archeologicznych przeprowadzonych 14 października 1960 r. odkryto tu osadę kultury łużyckiej.
W latach 1946–1954 miejscowość była siedzibą gminy Przybiernówko, następnie aż do 1972 r. gromady Przybiernówko. W latach 1946–1998 miejscowość administracyjnie należała do województwa szczecińskiego.

## Przyroda
W miejscowości znajduje się 8 drzew, które zostały uznane za pomniki przyrody.
| Gatunek            | Wiek    | Obwód  | Wysokość | Działka ewidencyjna |
| ------------------ | ------- | ------ | -------- | ------------------- |
| buk zwyczajny      | 180 lat | 437 cm | 25 m     | 16/3                |
| buk zwyczajny      | 180 lat | 437 cm | 25 m     | 74/1                |
| dąb szypułkowy     | 170 lat | 400 cm | 30 m     | 1/2                 |
| wiąz szypułkowy    | 200 lat | 461 cm | 25 m     | 225/7               |
| jesion wyniosły    | 145 lat | 348 cm | 25 m     | 226/1               |
| lipa szerokolistna | 145 lat | 347 cm | 30 m     | 231/11              |
| klon pospolity     | 110 lat | 265 cm | 20 m     | 231/9               |
| jesion wyniosły    | 200 lat | 459 cm | 30 m     | 19                  |

## Samorząd mieszkańców
Gmina Gryfice utworzyła jednostkę pomocniczą – "Sołectwo Przybiernówko", które obejmuje jedynie wieś Przybiernówko. Organem uchwałodawczym sołectwa jest zebranie wiejskie, na którym mieszkańcy wybierają sołtysa. Działalność sołtysa wspomaga rada sołecka, która liczy od 3 do 7 osób – w zależności jak ustali wyborcze zebranie wiejskie.